# Walter Pelka
Walter Pelka (* 1953 in Düsseldorf) ist ein deutscher Bauingenieur und war von Oktober 2010 bis Juni 2019 Präsident der HafenCity Universität Hamburg.

## Leben
Walter Pelka studierte an der RWTH Aachen Bauingenieurwesen und schloss an sein Studium einen Forschungsaufenthalt an der University of California in Berkeley an. 1983 promovierte er zurück in Aachen und leitete in den Folgejahren bis 1986 den Forschungsbereich „Grundwasser“ an der RWTH. 1986 wechselte er zu der beratenden Ingenieurgesellschaft Lahmeyer International nach Frankfurt, wo er den neuen Geschäftsbereich Umweltschutz und Umwelttechnik aufbaute. 1999 übernahm Pelka die Leitung der Klassifikations-, Prüf- und Zertifizierungsgesellschaft Bureau Veritas S.A. in Hamburg für die Tochtergesellschaften in Deutschland und den Länder Mittel- und Osteuropas in den technischen Bereichen Bauwesen, Industrie, Transport und Logistik, Zertifizierung, Schifffahrt, Internationaler Handel, Luft- und Raumfahrt. 2006 wechselte Pelka als Geschäftsführer zur DEKRA Industrial GmbH, bevor er im Herbst 2010 als Präsident für die HCU Hamburg berufen wurde.
Pelka ist zudem geschäftsführender Gesellschafter der H2Yacht GmbH, die Boote mit Brennstoffzelle fertigt.
Walter Pelka ist verheiratet und hat zwei Kinder. Er wohnt mit seiner Familie in Hamburg.

## Auszeichnungen
- 1983: Borchers-Forschungsplakette der RWTH Aachen für eine Dissertation mit Auszeichnung

## Schriften
- Mathematisch-numerische Behandlung von instationären Grundwasserbewegungen in grossen Einzugsgebieten, Institut für Wasserbau und Wasserwirtschaft, Aachen 1980
- Zwei-Brunnen-Speichersysteme zur Wärmespeicherung in oberflächennahen Grundwasserleitern, Institut für Wasserbau und Wasserwirtschaft, Aachen 1981
- mit Dietrich Schröder: Variationsverfahren und Verfahren gewichteter Residuen zur Berechnung stationärer Strömungsvorgänge in verzweigten und vermaschten Rohrleitungssystemen, Institut für Wasserbau und Wasserwirtschaft, Aachen 1984